# Michal Rak
Michal Rak (Liberec, 14 agosto 1979) è un pallavolista ceco.
Gioca nel ruolo di centrale nel Volleyball Team Tirol.

## Carriera
La carriera di Michal Rak comincia nel 1999 quando entra a far parte del Volejbalový Klub Odolena Voda, militante nel massimo campionato ceco, dove resta per quattro stagioni; in questi anni ottiene anche le prime convocazioni nella nazionale ceca.
Nella stagione 2003-04 si trasferisce all'estero, in Italia, ingaggiato dalla Trentino Volley di Trento, dove gioca per due annate; nel 2004 con la nazionale vince la medaglia d'oro all'European League. Nella stagione 2005-06 passa alla Pallavolo Modena, mentre dopo due stagioni, veste la maglia del Taranto Volley.
Nella stagione 2008-09 viene ingaggiato dalla Pallavolo Piacenza, dove in due stagioni vince uno scudetto ed una Supercoppa italiana. Dopo un'annata passata nella New Mater Volley di Castellana Grotte, nella stagione 2011-12 passa alla Callipo Vibo Valentia.
Nella stagione 2012-13 viene ingaggiato dal BluVolley Verona, mentre in quella successiva passa al Volleyball Team Tirol, nella 1. Bundesliga austriaca, con cui vince la Coppa d'Austria e lo scudetto.

## Palmarès

### Club
- Campionato italiano: 1

2008-09
- Campionato austriaco: 1

2013-14
- Coppa d'Austria: 1

2013-14
- Supercoppa italiana: 1

2009

### Nazionale (competizioni minori)
- European League 2004

### Premi individuali
- 2008 - Serie A1: Miglior centrale